# Nuwe Nasionale Party
De Nuwe Nasionale Party (Engels: New National Party; Nederlands: Nieuwe Nationale Partij, NNP) was een Zuid-Afrikaanse politieke partij die van 1997 tot 2005 bestond. De partij was de opvolger van de Nasionale Party die van 1948 tot 1994 ononderbroken aan de macht was en de belangrijkste pleitbezorger was van het Afrikanernationalisme en apartheid.

## Geschiedenis
In de laatste fase van haar bestaan was de Nasionale Party (NP) een democratische partij geworden die afstand had gedaan van apartheid en rassendiscriminatie. President F.W. de Klerk (1989-1994) - tevens voorzitter van de NP - liet in 1990 Nelson Mandela vrij, legaliseerde het Afrikaans Nationaal Congres (ANC), de Zuid-Afrikaanse Communistische Partij (ZACP), het Pan-Afrikaans Congres (PAC) en tal van andere organisaties en partijen. Hij begon een dialoog tussen de regering enerzijds en partijen en bewegingen die streefden naar een Zuid-Afrika met een multiraciaal bestuur anderzijds. In 1994 werd een akkoord bereikt en vonden er verkiezingen plaats die werden gewonnen door het ANC. Mandela werd president van Zuid-Afrika en vormde een regering van nationale eenheid waar naast het ANC ook de Inkatha Freedom Party (IFP) en de NP deel van uitmaakten. De Klerk werd vicepresident. In 1996 trad de NP echter uit de regering en vormde sindsdien de belangrijkste oppositie.
In 1996 trad De Klerk als voorzitter van de NP af en werd Marthinus van Schalkwyk in zijn plaats gekozen. Van Schalkwyk gold als een gematigd politicus die de Nasionale Party wilde omvormen tot een Christendemocratische partij. Hij veranderde de partijnaam in september 1997 in Nuwe Nasionale Party (NNP). Met de naamswijziging wilde Van Schalkwyk een definitieve breuk met het verleden aantonen. 
Bij de parlementsverkiezingen van 1999 leed de NNP een verkiezingsnederlaag. De partij kreeg nog maar 6,87% van de stemmen, omgerekend waren dat 28 zetels. In 1994 kreeg de NP nog 20,39% van de stemmen, 82 zetels. Velen die tot dan toe op de (N)NP hadden gestemd, hadden hun stem gegeven aan het ANC of de Democratische Partij (DP). In de West-Kaap boekte de NNP haar beste resultaat en kreeg daar veel stemmen onder de Kleurlingen. Van Schalkwyk zocht daarop samenwerking met de DP, waaruit de Democratische Alliantie (2000) voortkwam. Tony Leon, leider van de DP werd voorzitter van de DA en Van Schalkwyk zijn plaatsvervanger. De NNP behield binnen de DA haar autonomie. Dankzij de samenwerking van de DP kon de NNP aan de macht blijven in de West-Kaap, waar NNP en DP als Democratische Alliantie een regering vormden. Door interne conflicten brak de NNP reeds in 2001 met de DA en ging een samenwerking aan met het ANC. Uit deze samenwerking vloeide een coalitieregering in de West-Kaap voort. Dankzij de samenwerking met het ANC trad de NNP ook met onderministers toe tot de nationale regering.
Bij de parlementsverkiezingen van 2004 viel de NNP terug tot 7 zetels. Veel kiezers waren het niet eens met de samenwerking met het ANC. Na de verkiezingsnederlaag gaf Van Schalkwyk aan dat de partij zich zou opheffen. Op 9 april 2005 kwam er een einde aan de NNP. Van Schalkwyk en andere verkozenen in het parlement namens de NNP sloten zich aan bij het ANC of werden partijloos. Van Schalkwyk, vanaf 2004 een prominent lid van het ANC bekleedde diverse ministersposten en is sinds 2015 ambassadeur (eerst in Griekenland en sinds 2019 in Australië).

## Verkiezingsresultaten
| Jaar | %    | Zetels   |
| ---- | ---- | -------- |
| 1999 | 6,87 | 28 (400) |
| 2004 | 1,65 | 7 (400)  |